# پیتای آنگولایی
پیتای آنگولایی (نام علمی: Pitta angolensis) نام یک گونه از تیره پیتا است.